# Mistrovství Československa v krasobruslení 1982
Mistrovství Československa v krasobruslení 1982 se konalo 8. ledna až 10. ledna 1982 v Prostějově.

## Medaile
| Kategorie      | Zlato                           | Zlato                           | Stříbro                         | Stříbro                         | Bronz                           | Bronz                           |
| Muži           | Jozef Sabovčík                  | 2                               | Ivan Králík                     | 4                               | Josef Šenk                      | 6                               |
| Ženy           | Hana Veselá                     | 2, 4                            | Barbora Knotková                | 4, 6                            | Tatiana Michalková              | 6, 8                            |
| Sportovní páry | v této kategorii se nesoutěžilo | v této kategorii se nesoutěžilo | v této kategorii se nesoutěžilo | v této kategorii se nesoutěžilo | v této kategorii se nesoutěžilo | v této kategorii se nesoutěžilo |
| Taneční páry   | Jana Beránková Jan Barták       | 2                               | Jindra Holá Karol Foltán        | 4                               | Věra Mináríková Ivan Havránek   | 6                               |